# Google Drive
Google Drive ou Google Disque au Canada francophone est un service de stockage et de partage de fichiers dans le cloud lancé par la société Google. Google Drive, qui regroupe Google Docs, Sheets, Slides et Drawings, est une suite bureautique permettant de modifier des documents, des feuilles de calcul, des présentations, des dessins, des formulaires, etc. Les utilisateurs peuvent rechercher les fichiers partagés publiquement sur Google Drive par l'entremise de moteurs de recherche Web.
Lancé le 24 avril 2012, Google Drive compte 240 millions d'utilisateurs actifs en octobre 2014.

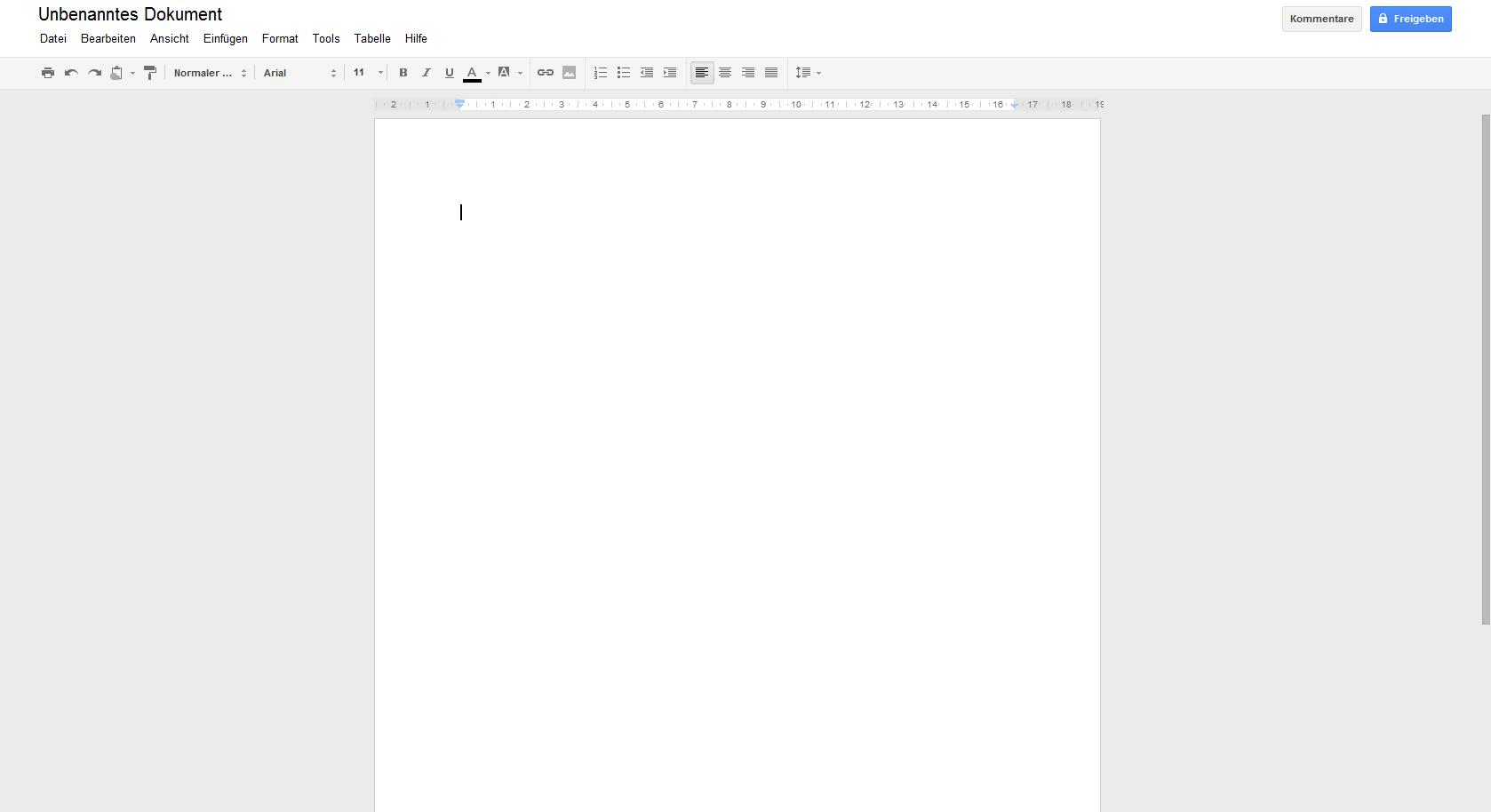
Un exemple de fichier texte avec interface en allemand.

Google Drive remplace Google Docs une fois actif. Les documents existant déjà sur Google Docs sont automatiquement transférés sur Google Drive. Il sert à synchroniser, partager et modifier les données entre plusieurs ordinateurs et/ou utilisateurs.
Le 14 mai 2018, Google Drive s'intègre dorénavant dans l'offre globale de stockage de Google et change de nom pour Google One.

## Sécurité et confidentialité des fichiers stockés
Immédiatement après son annonce en avril 2012, Google a fait l'objet de critiques concernant la confidentialité de Google Drive. En particulier, les défenseurs de la vie privée ont noté que Google dispose d'un ensemble unifié de conditions d'utilisation et de politique de confidentialité pour tous ses produits et services. Dans un rapport de CNET, Zack Whittaker a noté que « les conditions et le service ont été vivement critiqués par la communauté au sens large pour la manière dont il gère les droits d'auteur et de propriété intellectuelle des utilisateurs ». Comparant des accords de conditions d'utilisation entre Google Drive et les services de stockage en nuage concurrents Dropbox et OneDrive, il a cité un paragraphe indiquant que Google dispose de droits étendus pour reproduire, utiliser et créer des œuvres dérivées à partir du contenu stocké sur Google Drive, à travers une licence de ses utilisateurs. Bien que l'utilisateur conserve les droits de propriété intellectuelle, il autorise Google à extraire et à analyser le contenu téléchargé afin de personnaliser la publicité et les autres services que Google fournit lui et de promouvoir le service. En résumé, Zack Whittaker a écrit que « selon ses termes, Google ne possède pas les fichiers téléchargés par les utilisateurs sur Google Drive, mais l'entreprise peut en faire ce qu'elle veut ».
Dans un éditorial très critique du service, Ed Bott de ZDNet a écrit que le langage des accords contenait « exactement les mêmes mots » que ceux utilisés par Dropbox dans une mise à jour de la politique de confidentialité de juillet 2011 qui a suscité des critiques et forcé l'entreprise à mettre à jour sa politique une fois de plus dans un langage plus clair, ajoutant que « c'est un exemple parfait de l'incapacité de Google à accorder la moindre attention à tout ce qui se passe en dehors du Googleplex ». Matt Peckham de Time a critiqué le manque d'accords de service uniques pour Drive, écrivant que « Si un service de Google justifie un pare-feu de confidentialité, c'est Google Drive. Ce n'est pas YouTube, Agenda ou Gmail - le potentiel pour que les données les plus sensibles de quelqu'un soient espionnées, que ce soit pour glaner des informations pour le marketing ou autre, est trop élevé. [...] Google devrait créer une exception de confidentialité qui « réduit la portée » de ses conditions de service pour Google Drive, une qui stipule au minimum que l'entreprise ne diffusera jamais les informations générées par la recherche dans vos données G-Drive de quelque manière que ce soit ».
En revanche, un rapport de Nilay Patel de The Verge a déclaré que « tous les services Web devraient être soumis à un examen minutieux de leurs politiques de confidentialité, mais une lecture attentive révèle que les conditions de Google sont à peu près les mêmes que celles de n'importe qui d'autre, et légèrement meilleures dans certains cas », soulignant le fait que Google « ne pouvait pas déplacer des fichiers sur ses serveurs, mettre en cache vos données ou créer des vignettes d'images » sans les droits appropriés. Comparant les politiques avec des services concurrents, Patel a écrit qu'« il est clair qu'ils ont besoin exactement des mêmes autorisations - ils utilisent simplement un langage légèrement plus astucieux pour les communiquer ».

## Conformité au Règlement général sur la protection des données dans l'Union européenne
En juillet 2022, à la suite d'une déclaration de compromission dans la sécurité des données en 2020 par la ville de Helsingør, l'autorité de protection des données du Danemark Datatilsynet déclare que l'usage dans les écoles danoises des Chromebooks et de Google Workspace —incluant Gmail, Google Docs, Calendar and Google Drive— est non conforme au Règlement général sur la protection des données européen (RGPD).

## Caractéristiques

### Accès aux données
L'accès aux données stockées sur son espace Google Drive peut être fait soit en ligne sur le site de Google, soit par la synchronisation sur un terminal. Pour synchroniser le dossier Google Drive sur son terminal (ordinateur, tablette ou smartphone), un logiciel est nécessaire à la synchronisation, et crée un dossier Google Drive dans lequel il suffit de déposer les dossiers et les documents à synchroniser.

### Espace de stockage
À l'origine, Google Docs proposait 1 Go de stockage dans sa version gratuite. Avec l'arrivée de Google Drive, ce quota est passé à 5 Go puis à 15 Go depuis le 14 mai 2011 (en incluant les courriels stockés). À titre de comparaison, Dropbox en délivre 2 dans sa version gratuite. Il est par ailleurs possible d'acheter jusqu'à 30 To d'espace supplémentaire — 100 Go coûtent 1,99 € par mois, 1 To 9,99 $ par mois, et jusqu'à 30 To pour 299,99 € par mois. Une fois acheté, cet espace sert aussi sur la messagerie Gmail.
Quelques restrictions sont également appliquées aux fichiers stockés. Chaque fichier ne peut excéder la taille de 5 To, et les images intégrées aux documents Google Docs ne peuvent dépasser 2 Mo. Les tableurs sont limités à 256 colonnes, 400 000 cellules et 200 feuilles.
Google applique également des limites sur l'import des fichiers sur Google Docs. Les documents texte ne peuvent excéder les 2 Mo pour être importés, un tableur doit nécessairement faire moins de 20 Mo, et une présentation, 50 Mo.

### Types de fichiers supportés
Le visionneur de fichiers de Google Drive propose de pouvoir visualiser en ligne les formats suivants :
- Fichiers image (.JPEG, .PNG, .GIF, .TIFF, .BMP)
- Fichiers son (MP3, AC4, ATRAC, FLAC, ALAC)
- Fichiers vidéo (WebM, .MPEG4, .3GPP, .MOV, .AVI, .MPEGPS, .WMV, .FLV)
- Balisage/code (.CSS, .HTML, .PHP, .C, .CPP, .H, .HPP, .JS)
- Fichiers texte (.TXT)?
- Microsoft Word (.DOC et .DOCX)
- Microsoft Excel (.XLS et .XLSX)?
- Microsoft PowerPoint (.PPT et .PPTX)?
- Adobe Portable Document Format (.PDF)?
- Apple Pages (.PAGES)
- Adobe Illustrator (.AI)
- Adobe Photoshop (.PSD)
- Tagged Image File Format (.TIFF)
- Autodesk AutoCad (.DXF)
- Scalable Vector Graphics (.SVG)
- PostScript (.EPS, .PS)
- TrueType (.TTF)
- XML Paper Specification (.XPS)
- Types de fichiers d'archivage (.ZIP et .RAR).

## Éditions professionnelles

### Google Workspace
Google Workspace (ex-Google Drive for Work) a été présentée lors de la conférence Google I/O, le 25 juin 2014, et a été commercialisée dans la foulée. Cette offre inclut un stockage illimité, une fonction avancée de création de rapports d'audit et un service de divulgation électronique de documents. Selon Google, Google Workspace inclut des « commandes ultra-précises permettant aux administrateurs de personnaliser l'expérience Drive en déterminant, par exemple, les employés qui peuvent installer le client de synchronisation avec l'ordinateur ». Les utilisateurs peuvent télécharger des fichiers dont la taille atteint 5 To. Le stockage est limité à 1 To par utilisateur pour les entreprises comptant moins de cinq utilisateurs. Dans un communiqué de presse publié sur son blog officiel, Google affirme chiffrer toutes les informations transmises depuis ou à destination de ses serveurs ainsi que les données qui y sont stockées. Google garantit à ses clients du service Premium une assistance 24 h/24 et 7 j/7, ainsi qu'un temps de fonctionnement de 99,9 % de ses serveurs.

### Google Drive for Education
Google Drive for Education a été annoncé le 30 septembre 2014. Tous les utilisateurs de Google Apps for Education peuvent accéder gratuitement à ce nouveau service. Il inclut un stockage illimité et offre un stockage individuel de fichiers jusqu'à 5 To.